# Bogislaw XIII van Pommeren
Bogislaw XIII (Wolgast, 9 augustus 1544 – Stettin, 7 maart 1606) was een Pommerse hertog uit de Greifendynastie. Hij was van 1603 tot zijn dood in 1606 hertog van Pommeren-Stettin. Van 1569 tot 1605 bestuurde hij de ämter Barth en Neuenkamp als apanage. Bogislaw was de tweede zoon van hertog Filips I van Pommeren-Wolgast en Maria van Saksen. Hij werd opgevolgd door zijn oudste zoon Filips II.

## Biografie
Bogislaw kreeg samen met zijn broers Johan Frederik en Ernst Lodewijk een protestantse en humanistische opvoeding. Hij studeerde tot 1563 aan de universiteit van Greifswald. Bogislaws vader, hertog Filips I, overleed in 1560. De regering in het hertogdom Pommeren-Wolgast werd overgenomen door een regentschapsraad. Na zijn studie maakte Bogislaw een Grand tour door Duitsland en de Nederlanden. In 1567 nam hij samen met zijn oudere broer Johan Frederik de regering in Wolgast over. In 1569 sloten de Pommerse hertogen het Verdrag van Jasenitz, waarin Bogislaw XIII ten gunste van zijn jongere broer Ernst Lodewijk afzag van de regering van een eigen landsdeel. In ruil daarvoor kreeg hij het amt Barth en het geseculariseerde klooster Neuenkamp als apanage toegewezen.
Aanvankelijk resideerde Bogislaw in het oude hertogelijke kasteel in Barth, waar hij een bescheiden hofhouding voerde. In 1578 liet hij het voormalige klooster ombouwen tot een nieuw slot. In 1582 liet hij in Barth een drukkerij oprichten. Met de bruidsschat van zijn echtgenote Clara van Brunswijk-Lüneburg stichtte de hertog bij Neuenkamp een stad, die hij naar zijn schoonvader Frans van Brunswijk-Lüneburg Franzburg noemde. Een wolweverij moest de stad economisch aantrekkelijk maken. Na de dood van zijn broer Ernst Lodewijk in 1592 nam Bogislaw als regent voor zijn neef Filips Julius de regering van Pommeren-Wolgast over. In 1603 werd Bogislaw XIII zelf hertog van Pommeren-Stettin nadat hertog Barnim X kinderloos overleden was. Pas in 1605 gaf hij zijn apanage over aan de regerende hertog van Wolgast. Bogislaw XIII stierf op 7 maart 1606 in Stettin. Daar werd hij ook bijgezet in de grafkelder van de Slotkerk.

## Huwelijken en kinderen
Bogislaw trouwde op 8 september 1572 met Clara van Brunswijk-Lüneburg, een dochter van hertog Frans van Brunswijk-Lüneburg. Het paar kreeg elf kinderen:
- Filips II (1573-1618), hertog van Pommeren-Stettin
- Clara Maria (1574-1623), getrouwd met Sigismund Augustus van Mecklenburg-Schwerin (1576-1603) en August van Brunswijk-Wolfenbüttel (1579-1666)
- Catharina (1575-1577)
- Frans (1577-1620), administrator van Kammin (1602-1618) en hertog van Pommeren-Stettin (1618-1620)
- Erdmuthe (1578-1583)
- Bogislaw XIV (1580-1637), laatste zelfstandige hertog van Pommeren (1620-1637)
- George II (1582-1617)
- Johan Ernst (1586-1590)
- Sophia Hedwig (1588-1591)
- Ulrich (1589-1622), administrator van Kammin (1618-1622)
- Anna (1590-1660), gehuwd met Ernst van Croÿ (1588-1620)

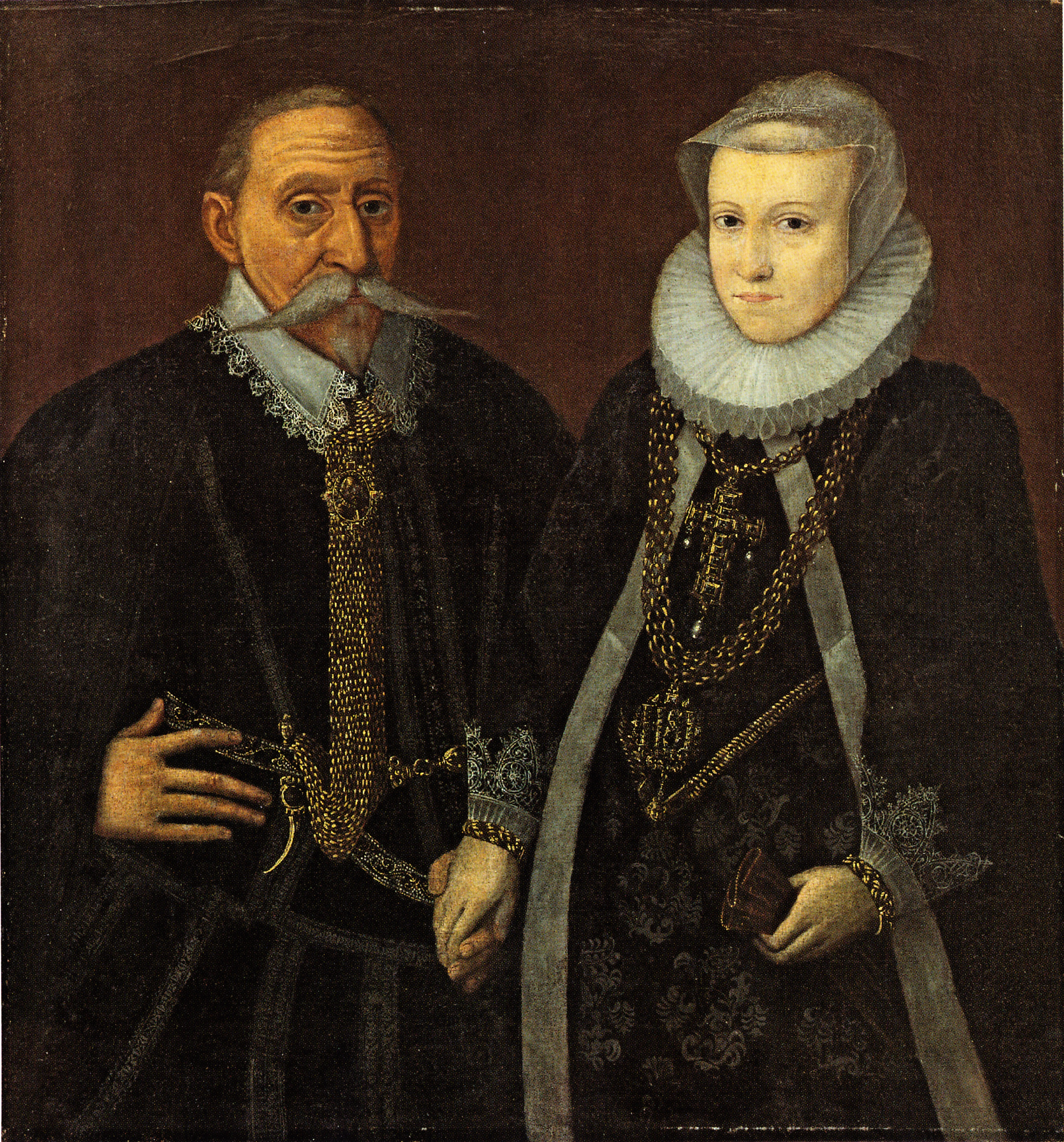
Hertog Bogislaw XIII met zijn tweede vrouw Anna van Schleeswijk-Holstein-Sonderburg.

Hertogin Clara stierf in 1598. Bogislaw trouwde op 30 mei 1601 voor de tweede keer met Anna van Schleeswijk-Holstein-Sonderburg, een dochter van Johan van Sleeswijk-Holstein-Sonderburg. Dit huwelijk bleef kinderloos.

## Nummering
In moderne tellingen van het Pommerse hertogshuis worden meestal alleen regerende hertogen meegeteld. Omdat Bogislaw X de laatste hertog met deze naam was, zou Bogislaw XIII eigenlijk Bogislaw XI genoemd moeten worden. Dit is echter nooit gebruikelijk geworden, omdat de hertog zichzelf in meerdere documenten met het volgnummer XIII liet aanduiden.